# Human (EP)
Human är singer-songwritern Darren Criss debut EP som Criss producerade själv. Den kom ut den 20 juli 2010 i USA.

## Bakgrund
Criss beskriver att han sköt upp med att göra en EP under en lång tid eftersom han är en perfektionist, vilket är varför han föredrar att människor ser honom spela live. Criss spelade in EP i sitt rum i ungefär en vecka med en vän som var ljudtekniker. Criss har sagt att alla låtar är "gamla låtar" och tillade att "Human" var den första låten han skrev när han var 15. Låtarna "Sami" och "Not Alone" dök upp i StarKid musikalen A Very Potter Musical, men Criss hade skrivit dem tidigare. Han skrev "Not Alone" utomlands i Italien och skrev "Sami" för webb-serien Little White Lie som han och andra medlemmar av StarKid hade gjort under 2007.

## Spårlista
Alla låtar är skrivna och komponerade av Criss.
| Nr | Titel         | Längd |
| -- | ------------- | ----- |
| 1. | Human         | 2:29  |
| 2. | Sami          | 3:48  |
| 3. | Jealousy      | 5:18  |
| 4. | Don't You     | 3:50  |
| 5. | Not Alone     | 4:28  |
| 6. | I Still Think | 5:06  |
| 7. | The Muse      | 5:07  |